# Белорусско-польская граница
Белорусско-польская граница — государственная граница между Республикой Беларусь и Республикой Польша протяжённостью 398,624 км. Начинается от тройного стыка границ с Литовской Республикой на севере и тянется до тройного стыка границ с Украиной на юге. Является также и частью границы Евросоюза с Республикой Беларусь.
Пограничные реки (с севера на юг): Чёрная Ганьча, Волкушанка, Свислочь, Нарев, Западный Буг.

## Пограничные области и воеводства
Области Республики Беларусь, граничащие с Польшей:
- Брестская область
- Гродненская область

 Воеводства Польши, граничащие с Республикой Беларусь:
- Люблинское воеводство
- Подляское воеводство

## История

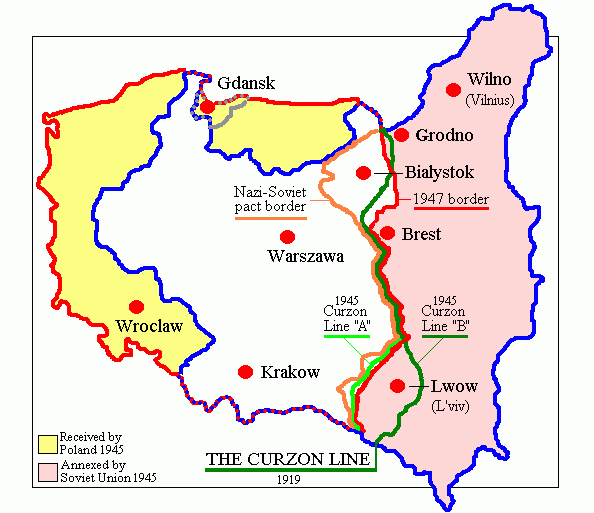
Линия Керзона и послевоенная смена границ Польши

После сентября 1939 года в состав БССР были включены территории Западной Белоруссии. Из них создали пять новых областей: Барановичскую, Белостокскую, Брестскую, Вилейскую и Пинскую.
Образовалась белорусско-немецкая граница, которая проходила возле города Остроленки.
В соответствии с подписанным 16 августа 1945 года между СССР и Польшей договором о государственной границе Польше передавались 17 районов Белостокской области БССР вместе с Белостоком и 3 района Брестской области, где жило значительное количество поляков.

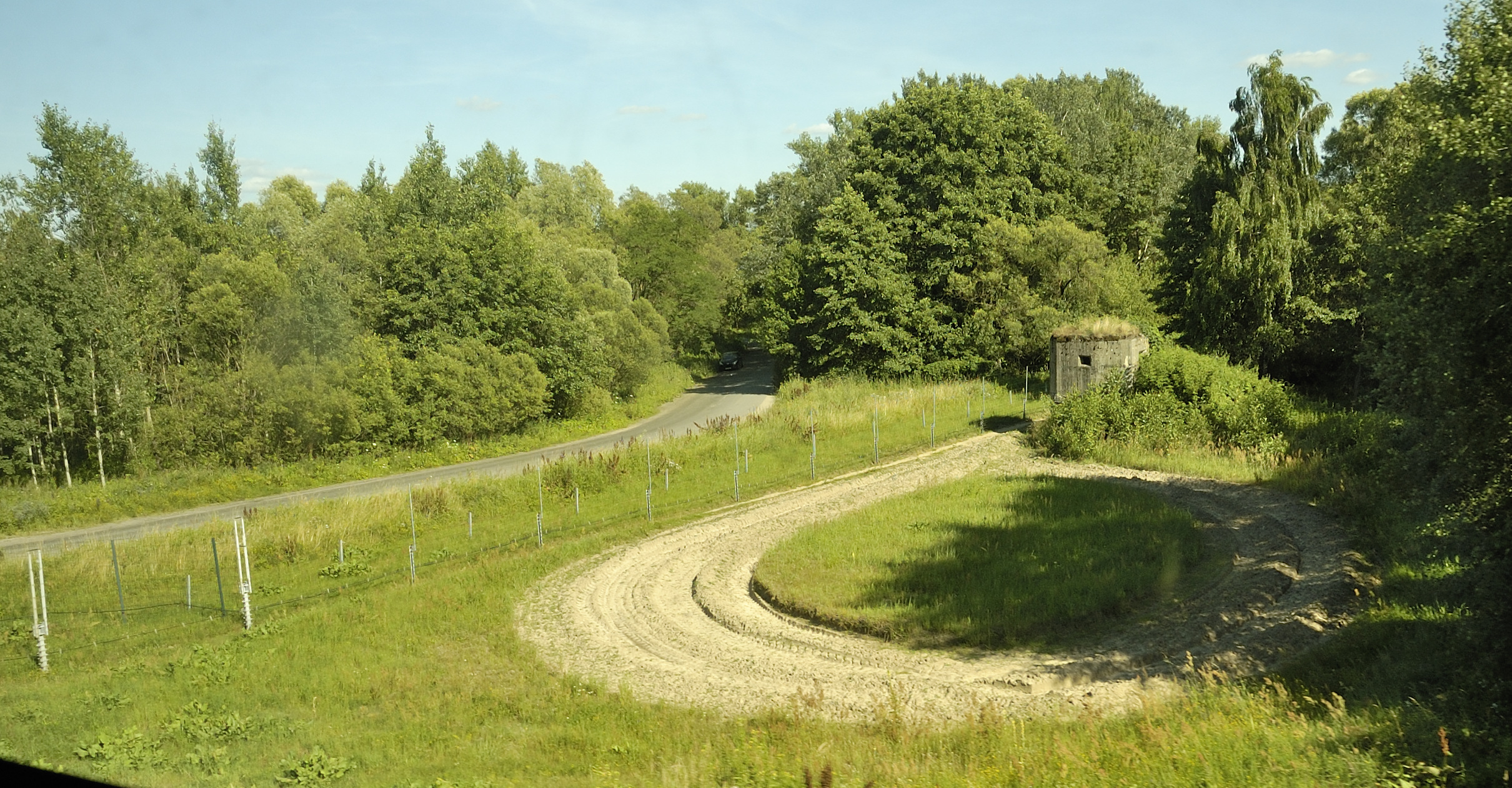
Заграждение, контрольно-следовая полоса и ДОТ на белорусско-польской границе

В 1946 году во время уточнения государственной границы СССР и ПНР из состава Гродненского района в пользу ПНР были переданы деревни Климовка, Минковцы, Номики, Таки, Толчи, Шимаки, из состава Сапоцкинского района — сёла Тодоркавцы и Хворостяны.
После этого и до настоящего времени граница между Польшей и Белоруссией не менялась.

### Пограничная стена

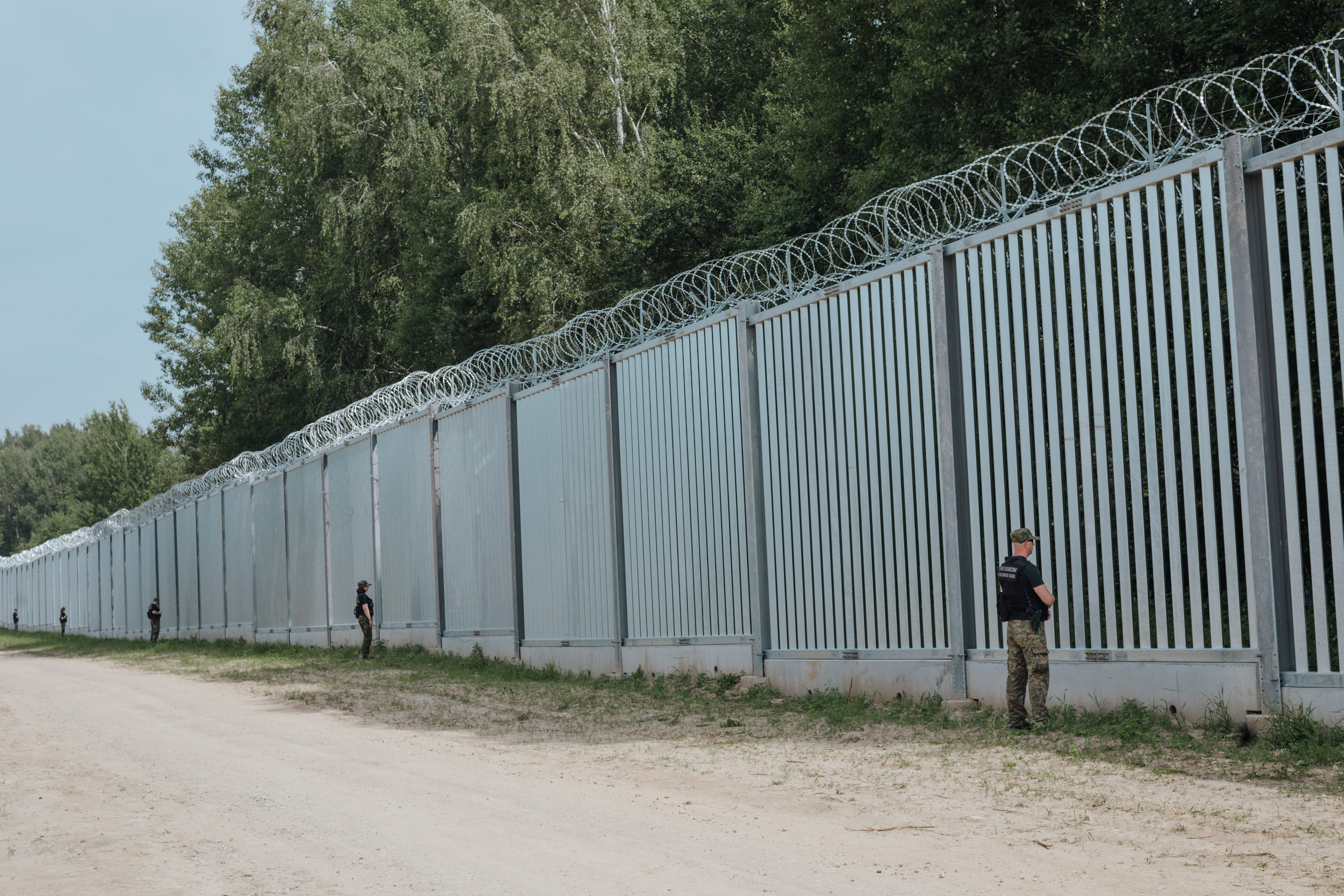
Офицеры польской пограничной службы у пограничного заграждения в 2022 году

29 октября 2021 года Сейм Польши принял рассматриваемый в срочном порядке закон о строительстве стены вдоль государственной границы с Белоруссией, который после подписания президентом Анджеем Дудой 4 ноября вступил в силу. Возведение заграждения было окончено 30 июня 2022 года.

### Пограничный кризис 2021 года на белорусско-польской границе
11 августа 2021 года Польша усилила охрану границы с Белоруссией из-за увеличения числа нелегальных мигрантов, пограничники из Польши отметили увеличение притока нелегальных мигрантов из Белоруссии в несколько раз. На 11 августа на белорусском участке границы они задержали уже 871 нелегальных мигрантов, в то время как за весь 2020-й их было 122. За январь-октябрь 2021 года польские пограничники зарегистрировали 24,5 тысячи попыток нелегального пересечения границы, в том числе 12,8 тысяч попыток в октябре.
В феврале 2023 года польское правительство закрыло движение в пункте пропуска «Бобровники» с польской стороны, МИД Белоруссии возложили на правительство Польши "всю ответственность за ухудшение условий деятельности своих перевозчиков", как на инициатора ограничительных мер; в ответ, правительство Белоруссии ограничило въезд польским грузовикам и тягачам: «Отныне они смогут въезжать на территорию Республики Беларусь и покидать ее через любой грузовой пункт пропуска, однако исключительно на белорусско-польском участке границы»

## Пограничные переходы
Перечень пунктов пропуска через Государственную границу Республики Беларусь был утвержден указом Президента Республики Беларусь от 10 мая 2006 г. № 313
| #  | Название                     | Тип перехода               |
| -- | ---------------------------- | -------------------------- |
| 1  | Брест — Тересполь            | железнодорожный            |
| 2  | Гродно — Кузница Белостоцкая | железнодорожный            |
| 3  | Высоколитовск — Черемха      | железнодорожный            |
| 4  | Свислочь — Семянувка         | железнодорожный            |
| 5  | Берестовица — Бобровники     | автодорожный               |
| 6  | Брест — Тересполь            | автодорожный               |
| 7  | Брузги — Кузница Белостоцкая | автодорожный               |
| 8  | Домачево — Словатичи         | автодорожный               |
| 9  | Козловичи — Кукурыки         | автодорожный (большегрузы) |
| 10 | Песчатка — Половцы           | автодорожный               |
| 11 | Лесная — Рудавка             | пункт упрощенного пропуска |
| 12 | Переров — Беловежа           | пункт упрощенного пропуска |

### Перспективы развития
Планируется создание нового автодорожного пункта пропуска «Софиево — Липщаны».